# Dogen
Dōgen Zenji (道元禅師; ook geschreven als Dōgen Kigen 道元希玄, of Eihei Dōgen 永平道元, of Koso Joyo Daishi) (19 januari 1200 – 22 september 1253) was een Japanse zen-leraar en oprichter van de soto-stroming van zen in Japan. Hij staat bekend om de vele werken die hij heeft geschreven, waaronder de Juwelen uit de schatkamer van de Dharma of Shobogenzo, een verzameling van 95 verhalen over boeddhistische gebruiken en verlichting.

## Biografie
Dōgen werd vermoedelijk geboren in een welgestelde familie, als buitenechtelijk kind van Minamoto Michitomo; een hoge rangs ashō (亞相, "Councillor of State")..aan het Keizerlijk hof.
Dōgen werd een lage-rangs monnik in het klooster van de berg Hiei; het hoofdkwartier van de Tendai-stroming van het boeddhisme. Hij kon zich echter niet vinden in deze stroming, vooral niet in het standpunt van Tendai dat mensen van nature verlichting verkrijgen. Dit strookte volgens hem niet met het idee dat de Boeddha's verlichting zochten en pas verkregen na het verrichten van een bepaalde taak. Dōgen verliet daarom het klooster in de hoop dat andere boeddhistische meesters hem meer konden vertellen over hoe de vork in de steel zat.
In 1223 vertrok Dōgen naar China. Daar bezocht hij de voornaamste Chan-kloosters in de provincie Zhejiang. In 1225 bezocht hij een meester genaamd Rújìng (如淨; J. Nyōjo), de negentiende patriarch van de Chaodong-stroming van het boeddhisme. Van hem leerde Dōgen de basisprincipes van het Chaodong, welke later zouden dienen als basis voor soto. In 1227 kreeg Dōgen van Rújìng de Dharma-transmissie, en de mededeling dat zijn zoektocht ten einde was.
In 1227 of 1228 keerde Dōgen terug naar Japan. Hij vestigde zich eerst in Kennin-ji, maar kreeg door zijn nieuwe ideeën over het boeddhisme als snel onenigheid met de Tendai-monniken daar. In 1230 trok hij zich daarom terug in een verlaten tempel op de plaats van het huidige Uji. In 1233 stichtte hij de Kannon-dōri-in, die al snel werd uitgebreid met andere tempels. Hij kreeg veel volgelingen die zijn versie van het boeddhisme aanhingen. Dōgens boeddhisme kwam bekend te staan als soto.
Dōgen bracht de laatste jaren van zijn leven door met het schrijven van zijn werken over het boeddhisme. In 1253 stierf hij al gevolg van een ziekte.

## Opvolgers
Dōgens directe opvolgers waren Koun Ejo, Sokai, Senne, en met name Keizan (瑩山; 1268–1325). Keizan was oprichter van de Sōjiji-tempel en auteur van de Denkōroku. Hij wordt net als Dōgen gezien als een van de stichters van de sotoschool.